# Ranieri II di Monaco
Ranieri II di Monaco (1325 circa – Mentone, giugno 1407) governò Monaco dal 29 giugno 1352 al 15 agosto 1357. Egli governò assieme ad Antonio, Carlo I e Gabriele.
Godette anche dei titoli di co-signore di Mentone e Roccabruna.

## Biografia

### Infanzia

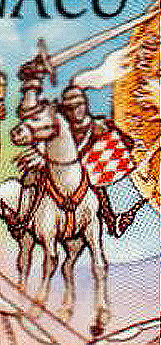
Carlo I di Monaco su di un francobollo

Nacque attorno al 1325. Era il figlio di Carlo I di Monaco e Lucchina Spinola.

### Signore di Monaco

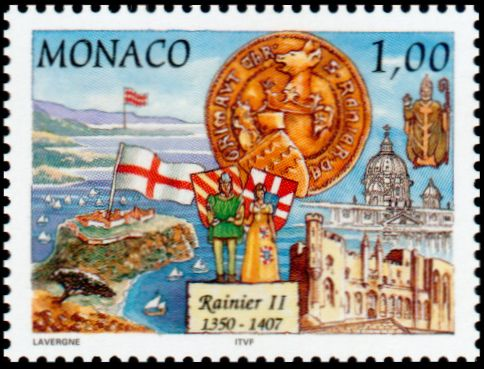
Ranieri II, signore di Monaco

Egli governò la Signoria di Monaco assieme ad Antonio, Carlo I e Gabriele.

### Primo matrimonio

Armi di Casa Del Carretto

Ranieri II sposò in prime nozze Ilaria di Giorgio del Carretto, marchese di Finale e Noli, dalla quale però non ebbe figli.

### Secondo matrimonio

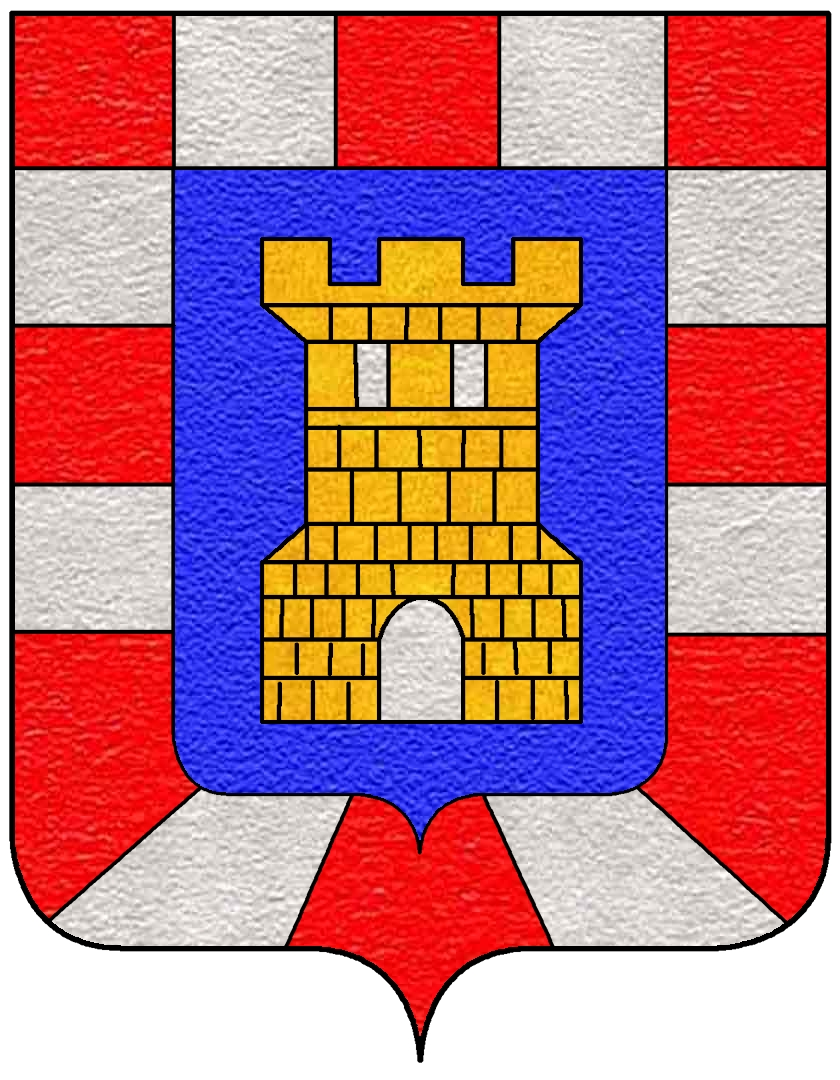
Stemma degli Asinari

Risposatosi una seconda volta, contrasse nozze con Isabella Asinari.

### Morte
Ranieri morì nel giugno 1407 a Mentone.

## Discendenza
Ranieri II e Isabella Asinari ebbero i seguenti figli:
- Ambrogio, co-signore di Roccabruna (1407-1427) e di Monaco (1419-1427), abdica nel 1427
- Antonio, co-signore di Roccabruna (1407-1427) e di Monaco (1419-1427), abdica nel 1427
- Giacomo
- Giovanna
- Giovanni, erede al trono paterno
- Gaspare
- Maria
- Griffetta
- Enrico

## Ascendenza
|                        |                 |                      | Genitori               |  |  | Nonni |  |  | Bisnonni           |  |  | Trisnonni            |  |
|                        |                 |                      |                        |  |  |       |  |  | Lanfranco Grimaldi |  |  | Grimaldo II Grimaldi |  |
|                        |                 |                      |                        |  |  |       |  |  | Lanfranco Grimaldi |  |  | Grimaldo II Grimaldi |  |
|                        |                 | Orietta de Castres   |                        |  |  |       |  |  | Lanfranco Grimaldi |  |  |                      |  |
| Ranieri I di Monaco    |                 |                      |                        |  |  |       |  |  | Lanfranco Grimaldi |  |  |                      |  |
|                        |                 | Aurelia Del Carretto | Giacomo Del Carretto   |  |  |       |  |  |                    |  |  |                      |  |
|                        |                 | Aurelia Del Carretto | Giacomo Del Carretto   |  |  |       |  |  |                    |  |  |                      |  |
|                        |                 | Aurelia Del Carretto | Caterina Da Marano     |  |  |       |  |  |                    |  |  |                      |  |
| Carlo I di Monaco      |                 | Aurelia Del Carretto |                        |  |  |       |  |  |                    |  |  |                      |  |
|                        |                 | Giacomo Del Carretto | Enrico II del Carretto |  |  |       |  |  |                    |  |  |                      |  |
|                        |                 | Giacomo Del Carretto | Enrico II del Carretto |  |  |       |  |  |                    |  |  |                      |  |
|                        |                 | Giacomo Del Carretto | Agathe de Genève       |  |  |       |  |  |                    |  |  |                      |  |
| Salvatica Del Carretto |                 | Giacomo Del Carretto |                        |  |  |       |  |  |                    |  |  |                      |  |
|                        |                 | Caterina da Marano   | Federico II di Svevia  |  |  |       |  |  |                    |  |  |                      |  |
|                        |                 | Caterina da Marano   | Federico II di Svevia  |  |  |       |  |  |                    |  |  |                      |  |
|                        |                 | Caterina da Marano   | Adelaide di Urslingen  |  |  |       |  |  |                    |  |  |                      |  |
| Ranieri II di Monaco   |                 | Caterina da Marano   |                        |  |  |       |  |  |                    |  |  |                      |  |
|                        | Odoardo Spinola | Oberto Spinola       |                        |  |  |       |  |  |                    |  |  |                      |  |
|                        | Odoardo Spinola | Oberto Spinola       |                        |  |  |       |  |  |                    |  |  |                      |  |
|                        | Odoardo Spinola | …                    |                        |  |  |       |  |  |                    |  |  |                      |  |
| Gherardo Spinola       | Odoardo Spinola |                      |                        |  |  |       |  |  |                    |  |  |                      |  |
|                        |                 | …                    | …                      |  |  |       |  |  |                    |  |  |                      |  |
|                        |                 | …                    | …                      |  |  |       |  |  |                    |  |  |                      |  |
|                        |                 | …                    | …                      |  |  |       |  |  |                    |  |  |                      |  |
| Lucchina Spinola       |                 | …                    |                        |  |  |       |  |  |                    |  |  |                      |  |
|                        |                 | Antonio De' Marini   | …                      |  |  |       |  |  |                    |  |  |                      |  |
|                        |                 | Antonio De' Marini   | …                      |  |  |       |  |  |                    |  |  |                      |  |
|                        |                 | Antonio De' Marini   | …                      |  |  |       |  |  |                    |  |  |                      |  |
| Pietra De' Marini      |                 | Antonio De' Marini   |                        |  |  |       |  |  |                    |  |  |                      |  |
|                        |                 | …                    | …                      |  |  |       |  |  |                    |  |  |                      |  |
|                        |                 | …                    | …                      |  |  |       |  |  |                    |  |  |                      |  |
|                        |                 | …                    | …                      |  |  |       |  |  |                    |  |  |                      |  |
|                        |                 | …                    |                        |  |  |       |  |  |                    |  |  |                      |  |